# دي جاي ريتشاردسون
دي جاي ريتشاردسون (بالإنجليزية: D. J. Richardson)‏ مواليد 11 فبراير 1991 في بيوريا، هو لاعب كرة سلة أمريكي بدأ مسيرته الاحترافية في سنة 2013 يلعب في الدوري الفنلندي لكرة السلة ويحمل الرقم 1. يبلغ طوله 6 قدم 3 بوصة (1.9 م).

## روابط خارجية
- دي جاي ريتشاردسون على موقع كرة السلة الأوروبية.كوم (الإنجليزية)
- دي جاي ريتشاردسون على موقع كلية كرة السلة في سبورتس رفرنس.كوم (الإنجليزية)
- دي جاي ريتشاردسون على موقع ريلجم (الإنجليزية)
- دي جاي ريتشاردسون على موقع بروبوليرز (الإنجليزية)
- دي جاي ريتشاردسون على موقع سبورتس رفرنس (الإنجليزية)